# Lista di asteroidi (358001-359000)
Di seguito una lista di asteroidi dal numero 358001 al 359000 con data di scoperta e scopritore.

## 358001-358100
| Nome     | Designazione provvisoria | Data di scoperta | Scopritore        |
| -------- | ------------------------ | ---------------- | ----------------- |
| 358001 - | 2006 DD69                | 20 febbraio 2006 | LINEAR            |
| 358002 - | 2006 DW69                | 20 febbraio 2006 | Mt. Lemmon Survey |
| 358003 - | 2006 DX72                | 22 febbraio 2006 | Spacewatch        |
| 358004 - | 2006 DR73                | 23 febbraio 2006 | Spacewatch        |
| 358005 - | 2006 DT78                | 24 febbraio 2006 | Spacewatch        |
| 358006 - | 2006 DZ80                | 24 febbraio 2006 | Spacewatch        |
| 358007 - | 2006 DM92                | 24 febbraio 2006 | Spacewatch        |
| 358008 - | 2006 DG97                | 24 febbraio 2006 | Spacewatch        |
| 358009 - | 2006 DG107               | 25 febbraio 2006 | Mt. Lemmon Survey |
| 358010 - | 2006 DW107               | 25 febbraio 2006 | Spacewatch        |
| 358011 - | 2006 DW115               | 27 febbraio 2006 | Spacewatch        |
| 358012 - | 2006 DO128               | 23 gennaio 2006  | Spacewatch        |
| 358013 - | 2006 DR137               | 25 febbraio 2006 | Spacewatch        |
| 358014 - | 2006 DC144               | 25 febbraio 2006 | Mt. Lemmon Survey |
| 358015 - | 2006 DD155               | 25 febbraio 2006 | Spacewatch        |
| 358016 - | 2006 DV164               | 27 febbraio 2006 | Spacewatch        |
| 358017 - | 2006 DP171               | 27 febbraio 2006 | Spacewatch        |
| 358018 - | 2006 DH174               | 27 febbraio 2006 | Spacewatch        |
| 358019 - | 2006 DE176               | 27 febbraio 2006 | Mt. Lemmon Survey |
| 358020 - | 2006 DC185               | 27 febbraio 2006 | Mt. Lemmon Survey |
| 358021 - | 2006 DX191               | 5 gennaio 2006   | Mt. Lemmon Survey |
| 358022 - | 2006 DR207               | 25 febbraio 2006 | Mt. Lemmon Survey |
| 358023 - | 2006 DL211               | 31 gennaio 2006  | Mt. Lemmon Survey |
| 358024 - | 2006 EZ4                 | 2 marzo 2006     | Spacewatch        |
| 358025 - | 2006 EH58                | 5 marzo 2006     | Spacewatch        |
| 358026 - | 2006 EU62                | 5 marzo 2006     | Spacewatch        |
| 358027 - | 2006 ED67                | 26 gennaio 2006  | Mt. Lemmon Survey |
| 358028 - | 2006 FX7                 | 23 marzo 2006    | Spacewatch        |
| 358029 - | 2006 FV9                 | 2 marzo 1995     | Spacewatch        |
| 358030 - | 2006 FU12                | 23 marzo 2006    | Spacewatch        |
| 358031 - | 2006 FJ13                | 23 marzo 2006    | Spacewatch        |
| 358032 - | 2006 FB18                | 23 marzo 2006    | Spacewatch        |
| 358033 - | 2006 FD25                | 24 marzo 2006    | Spacewatch        |
| 358034 - | 2006 FA28                | 24 marzo 2006    | Mt. Lemmon Survey |
| 358035 - | 2006 FS34                | 24 marzo 2006    | CSS               |
| 358036 - | 2006 FF37                | 24 marzo 2006    | LINEAR            |
| 358037 - | 2006 FU52                | 23 marzo 2006    | Spacewatch        |
| 358038 - | 2006 GL6                 | 2 aprile 2006    | Spacewatch        |
| 358039 - | 2006 GA21                | 2 aprile 2006    | Spacewatch        |
| 358040 - | 2006 GE21                | 2 aprile 2006    | Spacewatch        |
| 358041 - | 2006 GU22                | 2 aprile 2006    | Spacewatch        |
| 358042 - | 2006 GZ24                | 2 aprile 2006    | Spacewatch        |
| 358043 - | 2006 GF29                | 2 aprile 2006    | Spacewatch        |
| 358044 - | 2006 GB30                | 2 aprile 2006    | Mt. Lemmon Survey |
| 358045 - | 2006 GL35                | 7 aprile 2006    | CSS               |
| 358046 - | 2006 GR35                | 7 aprile 2006    | CSS               |
| 358047 - | 2006 GM39                | 2 aprile 2006    | CSS               |
| 358048 - | 2006 GB46                | 8 aprile 2006    | Spacewatch        |
| 358049 - | 2006 HZ12                | 19 aprile 2006   | Spacewatch        |
| 358050 - | 2006 HT17                | 20 aprile 2006   | Spacewatch        |
| 358051 - | 2006 HD19                | 18 aprile 2006   | Spacewatch        |
| 358052 - | 2006 HV19                | 19 aprile 2006   | Mt. Lemmon Survey |
| 358053 - | 2006 HL22                | 20 aprile 2006   | Spacewatch        |
| 358054 - | 2006 HR22                | 20 aprile 2006   | Spacewatch        |
| 358055 - | 2006 HO25                | 20 aprile 2006   | Spacewatch        |
| 358056 - | 2006 HA28                | 20 aprile 2006   | Spacewatch        |
| 358057 - | 2006 HQ32                | 19 aprile 2006   | Mt. Lemmon Survey |
| 358058 - | 2006 HZ35                | 20 aprile 2006   | Spacewatch        |
| 358059 - | 2006 HE43                | 24 aprile 2006   | Mt. Lemmon Survey |
| 358060 - | 2006 HR49                | 25 aprile 2006   | LINEAR            |
| 358061 - | 2006 HA63                | 24 aprile 2006   | Spacewatch        |
| 358062 - | 2006 HS66                | 2 aprile 2006    | Spacewatch        |
| 358063 - | 2006 HE67                | 24 aprile 2006   | Spacewatch        |
| 358064 - | 2006 HP70                | 25 aprile 2006   | Spacewatch        |
| 358065 - | 2006 HH78                | 25 marzo 2006    | Spacewatch        |
| 358066 - | 2006 HV80                | 26 aprile 2006   | Spacewatch        |
| 358067 - | 2006 HO81                | 26 aprile 2006   | Spacewatch        |
| 358068 - | 2006 HY84                | 26 aprile 2006   | Spacewatch        |
| 358069 - | 2006 HA89                | 8 aprile 2006    | CSS               |
| 358070 - | 2006 HY98                | 30 aprile 2006   | Spacewatch        |
| 358071 - | 2006 HB105               | 21 aprile 2006   | CSS               |
| 358072 - | 2006 HF107               | 30 aprile 2006   | Spacewatch        |
| 358073 - | 2006 HJ107               | 30 aprile 2006   | Spacewatch        |
| 358074 - | 2006 HD112               | 8 aprile 2006    | Spacewatch        |
| 358075 - | 2006 JR3                 | 2 maggio 2006    | Spacewatch        |
| 358076 - | 2006 JA4                 | 2 maggio 2006    | Mt. Lemmon Survey |
| 358077 - | 2006 JM5                 | 3 maggio 2006    | Mt. Lemmon Survey |
| 358078 - | 2006 JQ7                 | 1º maggio 2006   | Spacewatch        |
| 358079 - | 2006 JE10                | 1º maggio 2006   | Spacewatch        |
| 358080 - | 2006 JW11                | 1º maggio 2006   | Spacewatch        |
| 358081 - | 2006 JG16                | 2 maggio 2006    | Mt. Lemmon Survey |
| 358082 - | 2006 JG18                | 2 maggio 2006    | Mt. Lemmon Survey |
| 358083 - | 2006 JW19                | 2 maggio 2006    | Spacewatch        |
| 358084 - | 2006 JD26                | 3 maggio 2006    | Broughton, J.     |
| 358085 - | 2006 JG26                | 3 maggio 2006    | Broughton, J.     |
| 358086 - | 2006 JT29                | 3 maggio 2006    | Spacewatch        |
| 358087 - | 2006 JA30                | 3 maggio 2006    | Spacewatch        |
| 358088 - | 2006 JX31                | 3 maggio 2006    | Spacewatch        |
| 358089 - | 2006 JE44                | 7 febbraio 2002  | Spacewatch        |
| 358090 - | 2006 JD50                | 2 maggio 2006    | Mt. Lemmon Survey |
| 358091 - | 2006 JH59                | 1º maggio 2006   | Buie, M. W.       |
| 358092 - | 2006 JF80                | 9 maggio 2006    | Mt. Lemmon Survey |
| 358093 - | 2006 KQ3                 | 19 maggio 2006   | Mt. Lemmon Survey |
| 358094 - | 2006 KU3                 | 19 maggio 2006   | Mt. Lemmon Survey |
| 358095 - | 2006 KG9                 | 19 maggio 2006   | Mt. Lemmon Survey |
| 358096 - | 2006 KN19                | 22 maggio 2006   | Mt. Lemmon Survey |
| 358097 - | 2006 KQ20                | 21 maggio 2006   | CSS               |
| 358098 - | 2006 KL25                | 19 maggio 2006   | Mt. Lemmon Survey |
| 358099 - | 2006 KH40                | 18 maggio 2006   | NEAT              |
| 358100 - | 2006 KD42                | 20 maggio 2006   | Spacewatch        |

## 358101-358200
| Nome     | Designazione provvisoria | Data di scoperta  | Scopritore               |
| -------- | ------------------------ | ----------------- | ------------------------ |
| 358101 - | 2006 KO50                | 21 maggio 2006    | Spacewatch               |
| 358102 - | 2006 KF63                | 23 maggio 2006    | Mt. Lemmon Survey        |
| 358103 - | 2006 KL81                | 13 febbraio 2002  | Sloan Digital Sky Survey |
| 358104 - | 2006 KR86                | 26 maggio 2006    | LINEAR                   |
| 358105 - | 2006 KT90                | 24 maggio 2006    | Mt. Lemmon Survey        |
| 358106 - | 2006 KA97                | 25 maggio 2006    | Spacewatch               |
| 358107 - | 2006 KH106               | 31 maggio 2006    | Mt. Lemmon Survey        |
| 358108 - | 2006 KF115               | 29 maggio 2006    | Spacewatch               |
| 358109 - | 2006 KZ123               | 30 maggio 2006    | Siding Spring Survey     |
| 358110 - | 2006 OF                  | 16 luglio 2006    | Needville                |
| 358111 - | 2006 OV6                 | 21 luglio 2006    | Mt. Lemmon Survey        |
| 358112 - | 2006 OH13                | 21 luglio 2006    | CSS                      |
| 358113 - | 2006 OP20                | 18 luglio 2006    | Siding Spring Survey     |
| 358114 - | 2006 PM4                 | 12 agosto 2006    | NEAT                     |
| 358115 - | 2006 PO11                | 13 agosto 2006    | NEAT                     |
| 358116 - | 2006 PZ12                | 14 agosto 2006    | Siding Spring Survey     |
| 358117 - | 2006 PC15                | 15 agosto 2006    | NEAT                     |
| 358118 - | 2006 PX19                | 13 agosto 2006    | NEAT                     |
| 358119 - | 2006 PN20                | 15 agosto 2006    | NEAT                     |
| 358120 - | 2006 PK25                | 13 agosto 2006    | NEAT                     |
| 358121 - | 2006 PD26                | 15 agosto 2006    | NEAT                     |
| 358122 - | 2006 PQ29                | 12 agosto 2006    | NEAT                     |
| 358123 - | 2006 PD36                | 12 agosto 2006    | NEAT                     |
| 358124 - | 2006 PE41                | 14 agosto 2006    | NEAT                     |
| 358125 - | 2006 QT20                | 18 agosto 2006    | LONEOS                   |
| 358126 - | 2006 QB32                | 18 agosto 2006    | LONEOS                   |
| 358127 - | 2006 QS32                | 22 agosto 2006    | NEAT                     |
| 358128 - | 2006 QM53                | 24 agosto 2006    | NEAT                     |
| 358129 - | 2006 QJ54                | 16 agosto 2006    | Siding Spring Survey     |
| 358130 - | 2006 QP83                | 27 agosto 2006    | Spacewatch               |
| 358131 - | 2006 QQ111               | 21 agosto 2006    | Spacewatch               |
| 358132 - | 2006 QC121               | 27 agosto 2006    | LONEOS                   |
| 358133 - | 2006 QN121               | 29 agosto 2006    | CSS                      |
| 358134 - | 2006 QU126               | 16 agosto 2006    | NEAT                     |
| 358135 - | 2006 QC131               | 20 agosto 2006    | NEAT                     |
| 358136 - | 2006 QP133               | 24 agosto 2006    | LINEAR                   |
| 358137 - | 2006 QV133               | 24 agosto 2006    | LINEAR                   |
| 358138 - | 2006 QP142               | 29 agosto 2006    | LONEOS                   |
| 358139 - | 2006 QZ145               | 18 agosto 2006    | Spacewatch               |
| 358140 - | 2006 QA148               | 18 agosto 2006    | Spacewatch               |
| 358141 - | 2006 QZ179               | 23 agosto 2006    | Buie, M. W.              |
| 358142 - | 2006 QK182               | 28 agosto 2006    | Becker, A. C.            |
| 358143 - | 2006 QZ183               | 18 agosto 2006    | Spacewatch               |
| 358144 - | 2006 QH185               | 28 agosto 2006    | Spacewatch               |
| 358145 - | 2006 RU8                 | 12 settembre 2006 | CSS                      |
| 358146 - | 2006 RA13                | 14 settembre 2006 | Spacewatch               |
| 358147 - | 2006 RB17                | 14 settembre 2006 | NEAT                     |
| 358148 - | 2006 RJ40                | 13 settembre 2006 | NEAT                     |
| 358149 - | 2006 RO43                | 14 settembre 2006 | Spacewatch               |
| 358150 - | 2006 RS44                | 14 settembre 2006 | Spacewatch               |
| 358151 - | 2006 RE52                | 14 settembre 2006 | Spacewatch               |
| 358152 - | 2006 RH54                | 14 settembre 2006 | Spacewatch               |
| 358153 - | 2006 RN55                | 14 settembre 2006 | Spacewatch               |
| 358154 - | 2006 RT66                | 14 settembre 2006 | Spacewatch               |
| 358155 - | 2006 RF72                | 15 settembre 2006 | Spacewatch               |
| 358156 - | 2006 RT74                | 5 giugno 2005     | Spacewatch               |
| 358157 - | 2006 RR75                | 15 settembre 2006 | Spacewatch               |
| 358158 - | 2006 RE80                | 15 settembre 2006 | Spacewatch               |
| 358159 - | 2006 RX85                | 15 settembre 2006 | Spacewatch               |
| 358160 - | 2006 RD86                | 15 settembre 2006 | Spacewatch               |
| 358161 - | 2006 RR90                | 15 settembre 2006 | Spacewatch               |
| 358162 - | 2006 RZ92                | 15 settembre 2006 | Spacewatch               |
| 358163 - | 2006 RY93                | 15 settembre 2006 | Spacewatch               |
| 358164 - | 2006 RN95                | 15 settembre 2006 | Spacewatch               |
| 358165 - | 2006 RX103               | 11 settembre 2006 | Becker, A. C.            |
| 358166 - | 2006 RW112               | 9 aprile 1999     | Spacewatch               |
| 358167 - | 2006 RK119               | 14 settembre 2006 | Masiero, J.              |
| 358168 - | 2006 SS12                | 16 settembre 2006 | NEAT                     |
| 358169 - | 2006 SD14                | 17 settembre 2006 | LINEAR                   |
| 358170 - | 2006 SH37                | 17 settembre 2006 | Spacewatch               |
| 358171 - | 2006 SO41                | 18 settembre 2006 | Spacewatch               |
| 358172 - | 2006 SL56                | 19 settembre 2006 | CSS                      |
| 358173 - | 2006 SL57                | 18 settembre 2006 | Spacewatch               |
| 358174 - | 2006 SR57                | 20 settembre 2006 | Crni Vrh                 |
| 358175 - | 2006 SD62                | 18 settembre 2006 | CSS                      |
| 358176 - | 2006 SA68                | 19 settembre 2006 | Spacewatch               |
| 358177 - | 2006 SY68                | 19 settembre 2006 | Spacewatch               |
| 358178 - | 2006 SQ69                | 19 settembre 2006 | CSS                      |
| 358179 - | 2006 SZ77                | 23 settembre 2006 | Sarneczky, K., Kuli, Z.  |
| 358180 - | 2006 ST78                | 16 settembre 2006 | CSS                      |
| 358181 - | 2006 SX80                | 18 settembre 2006 | Spacewatch               |
| 358182 - | 2006 SQ81                | 18 settembre 2006 | Spacewatch               |
| 358183 - | 2006 SE82                | 18 settembre 2006 | Spacewatch               |
| 358184 - | 2006 SU85                | 18 settembre 2006 | Spacewatch               |
| 358185 - | 2006 SF89                | 18 settembre 2006 | Spacewatch               |
| 358186 - | 2006 ST89                | 18 settembre 2006 | Spacewatch               |
| 358187 - | 2006 SR95                | 18 settembre 2006 | Spacewatch               |
| 358188 - | 2006 SN96                | 18 settembre 2006 | Spacewatch               |
| 358189 - | 2006 SU97                | 18 settembre 2006 | Spacewatch               |
| 358190 - | 2006 SA99                | 18 settembre 2006 | Spacewatch               |
| 358191 - | 2006 SE99                | 18 settembre 2006 | Spacewatch               |
| 358192 - | 2006 SJ103               | 19 settembre 2006 | Spacewatch               |
| 358193 - | 2006 SH104               | 19 settembre 2006 | Spacewatch               |
| 358194 - | 2006 ST104               | 19 settembre 2006 | Spacewatch               |
| 358195 - | 2006 SL109               | 19 settembre 2006 | Spacewatch               |
| 358196 - | 2006 SP112               | 23 settembre 2006 | Spacewatch               |
| 358197 - | 2006 SB114               | 23 settembre 2006 | Spacewatch               |
| 358198 - | 2006 SQ132               | 16 settembre 2006 | LONEOS                   |
| 358199 - | 2006 SO139               | 21 settembre 2006 | LONEOS                   |
| 358200 - | 2006 SF148               | 19 settembre 2006 | CSS                      |

## 358201-358300
| Nome     | Designazione provvisoria | Data di scoperta  | Scopritore               |
| -------- | ------------------------ | ----------------- | ------------------------ |
| 358201 - | 2006 SU153               | 20 settembre 2006 | CSS                      |
| 358202 - | 2006 SL156               | 23 settembre 2006 | Spacewatch               |
| 358203 - | 2006 SV160               | 23 settembre 2006 | Spacewatch               |
| 358204 - | 2006 SK165               | 25 settembre 2006 | Spacewatch               |
| 358205 - | 2006 SJ173               | 25 settembre 2006 | Spacewatch               |
| 358206 - | 2006 SS184               | 25 settembre 2006 | Mt. Lemmon Survey        |
| 358207 - | 2006 SP188               | 26 settembre 2006 | Spacewatch               |
| 358208 - | 2006 SF189               | 26 settembre 2006 | Spacewatch               |
| 358209 - | 2006 SM189               | 26 settembre 2006 | Spacewatch               |
| 358210 - | 2006 SJ192               | 26 settembre 2006 | Mt. Lemmon Survey        |
| 358211 - | 2006 SL199               | 24 settembre 2006 | Spacewatch               |
| 358212 - | 2006 SX200               | 24 settembre 2006 | Spacewatch               |
| 358213 - | 2006 SL206               | 25 settembre 2006 | Mt. Lemmon Survey        |
| 358214 - | 2006 SB207               | 25 settembre 2006 | Spacewatch               |
| 358215 - | 2006 SM208               | 26 settembre 2006 | LINEAR                   |
| 358216 - | 2006 SR212               | 26 settembre 2006 | CSS                      |
| 358217 - | 2006 SY213               | 16 settembre 2006 | CSS                      |
| 358218 - | 2006 SK225               | 26 settembre 2006 | Spacewatch               |
| 358219 - | 2006 SH228               | 26 settembre 2006 | Spacewatch               |
| 358220 - | 2006 SM229               | 26 settembre 2006 | Spacewatch               |
| 358221 - | 2006 ST230               | 17 settembre 2006 | CSS                      |
| 358222 - | 2006 SA234               | 18 settembre 2006 | Spacewatch               |
| 358223 - | 2006 SZ243               | 26 settembre 2006 | Spacewatch               |
| 358224 - | 2006 SQ244               | 26 settembre 2006 | Spacewatch               |
| 358225 - | 2006 SD255               | 26 settembre 2006 | CSS                      |
| 358226 - | 2006 SM257               | 26 settembre 2006 | Spacewatch               |
| 358227 - | 2006 SA258               | 26 settembre 2006 | Spacewatch               |
| 358228 - | 2006 SL262               | 26 settembre 2006 | Mt. Lemmon Survey        |
| 358229 - | 2006 SC265               | 26 settembre 2006 | Spacewatch               |
| 358230 - | 2006 SX278               | 28 settembre 2006 | Spacewatch               |
| 358231 - | 2006 SM290               | 18 settembre 2006 | Molnar, L. A.            |
| 358232 - | 2006 SE293               | 25 settembre 2006 | Spacewatch               |
| 358233 - | 2006 SK302               | 27 settembre 2006 | Spacewatch               |
| 358234 - | 2006 SO310               | 27 settembre 2006 | Spacewatch               |
| 358235 - | 2006 SR326               | 27 settembre 2006 | Spacewatch               |
| 358236 - | 2006 SV331               | 28 settembre 2006 | Mt. Lemmon Survey        |
| 358237 - | 2006 SN333               | 28 settembre 2006 | Spacewatch               |
| 358238 - | 2006 SD335               | 28 settembre 2006 | Spacewatch               |
| 358239 - | 2006 SO335               | 28 settembre 2006 | Spacewatch               |
| 358240 - | 2006 SK337               | 28 settembre 2006 | Spacewatch               |
| 358241 - | 2006 SQ337               | 28 settembre 2006 | Spacewatch               |
| 358242 - | 2006 SU341               | 28 settembre 2006 | Spacewatch               |
| 358243 - | 2006 SO343               | 21 marzo 1999     | Sloan Digital Sky Survey |
| 358244 - | 2006 SJ362               | 30 settembre 2006 | Mt. Lemmon Survey        |
| 358245 - | 2006 SA366               | 30 settembre 2006 | Mt. Lemmon Survey        |
| 358246 - | 2006 SS381               | 22 settembre 2006 | Becker, A. C.            |
| 358247 - | 2006 SD408               | 27 settembre 2006 | Mt. Lemmon Survey        |
| 358248 - | 2006 SF413               | 19 settembre 2006 | Spacewatch               |
| 358249 - | 2006 TZ5                 | 2 ottobre 2006    | Mt. Lemmon Survey        |
| 358250 - | 2006 TU10                | 11 ottobre 2006   | Spacewatch               |
| 358251 - | 2006 TH21                | 11 ottobre 2006   | Spacewatch               |
| 358252 - | 2006 TD24                | 12 ottobre 2006   | NEAT                     |
| 358253 - | 2006 TO28                | 12 ottobre 2006   | Spacewatch               |
| 358254 - | 2006 TM33                | 12 ottobre 2006   | Spacewatch               |
| 358255 - | 2006 TN33                | 4 ottobre 2006    | Mt. Lemmon Survey        |
| 358256 - | 2006 TX33                | 12 ottobre 2006   | Spacewatch               |
| 358257 - | 2006 TW34                | 12 ottobre 2006   | Spacewatch               |
| 358258 - | 2006 TL36                | 12 ottobre 2006   | Spacewatch               |
| 358259 - | 2006 TN40                | 12 ottobre 2006   | Spacewatch               |
| 358260 - | 2006 TC45                | 12 ottobre 2006   | Spacewatch               |
| 358261 - | 2006 TV45                | 12 ottobre 2006   | Spacewatch               |
| 358262 - | 2006 TZ53                | 12 ottobre 2006   | Spacewatch               |
| 358263 - | 2006 TX60                | 15 ottobre 2006   | Bickel, W.               |
| 358264 - | 2006 TO71                | 11 ottobre 2006   | NEAT                     |
| 358265 - | 2006 TR91                | 13 ottobre 2006   | Spacewatch               |
| 358266 - | 2006 TU97                | 27 settembre 2006 | Mt. Lemmon Survey        |
| 358267 - | 2006 TZ101               | 15 ottobre 2006   | Spacewatch               |
| 358268 - | 2006 TW106               | 15 ottobre 2006   | CSS                      |
| 358269 - | 2006 TL109               | 4 ottobre 2006    | Mt. Lemmon Survey        |
| 358270 - | 2006 TZ110               | 1º ottobre 2006   | Becker, A. C.            |
| 358271 - | 2006 TF120               | 12 ottobre 2006   | Becker, A. C.            |
| 358272 - | 2006 TG121               | 12 ottobre 2006   | Becker, A. C.            |
| 358273 - | 2006 TR123               | 2 ottobre 2006    | Mt. Lemmon Survey        |
| 358274 - | 2006 UD4                 | 18 ottobre 2006   | Sarneczky, K.            |
| 358275 - | 2006 UY13                | 17 ottobre 2006   | Mt. Lemmon Survey        |
| 358276 - | 2006 UX16                | 16 ottobre 2006   | Healy, D.                |
| 358277 - | 2006 UK21                | 16 ottobre 2006   | Spacewatch               |
| 358278 - | 2006 UO31                | 16 ottobre 2006   | Spacewatch               |
| 358279 - | 2006 UX33                | 16 ottobre 2006   | Spacewatch               |
| 358280 - | 2006 UN38                | 16 ottobre 2006   | Spacewatch               |
| 358281 - | 2006 UK40                | 16 ottobre 2006   | Spacewatch               |
| 358282 - | 2006 UQ41                | 16 ottobre 2006   | Spacewatch               |
| 358283 - | 2006 UU41                | 16 ottobre 2006   | Spacewatch               |
| 358284 - | 2006 US44                | 16 ottobre 2006   | Spacewatch               |
| 358285 - | 2006 UC47                | 16 ottobre 2006   | Spacewatch               |
| 358286 - | 2006 UD49                | 17 ottobre 2006   | Spacewatch               |
| 358287 - | 2006 UE61                | 19 ottobre 2006   | Spacewatch               |
| 358288 - | 2006 UT65                | 16 ottobre 2006   | CSS                      |
| 358289 - | 2006 UM71                | 16 ottobre 2006   | Bickel, W.               |
| 358290 - | 2006 US86                | 17 ottobre 2006   | Mt. Lemmon Survey        |
| 358291 - | 2006 UZ87                | 17 ottobre 2006   | Spacewatch               |
| 358292 - | 2006 UW94                | 18 ottobre 2006   | Spacewatch               |
| 358293 - | 2006 UE96                | 18 ottobre 2006   | Spacewatch               |
| 358294 - | 2006 UP96                | 18 ottobre 2006   | Spacewatch               |
| 358295 - | 2006 UG101               | 18 ottobre 2006   | Spacewatch               |
| 358296 - | 2006 UF102               | 18 ottobre 2006   | Spacewatch               |
| 358297 - | 2006 UA110               | 19 ottobre 2006   | Spacewatch               |
| 358298 - | 2006 UT117               | 19 ottobre 2006   | Spacewatch               |
| 358299 - | 2006 UK125               | 19 ottobre 2006   | Spacewatch               |
| 358300 - | 2006 UL127               | 19 ottobre 2006   | Spacewatch               |

## 358301-358400
| Nome        | Designazione provvisoria | Data di scoperta  | Scopritore            |
| ----------- | ------------------------ | ----------------- | --------------------- |
| 358301 -    | 2006 US150               | 20 ottobre 2006   | Mt. Lemmon Survey     |
| 358302 -    | 2006 UZ160               | 21 ottobre 2006   | Mt. Lemmon Survey     |
| 358303 -    | 2006 UJ162               | 21 ottobre 2006   | Mt. Lemmon Survey     |
| 358304 -    | 2006 UW165               | 21 ottobre 2006   | Mt. Lemmon Survey     |
| 358305 -    | 2006 UC172               | 21 ottobre 2006   | Mt. Lemmon Survey     |
| 358306 -    | 2006 UA183               | 17 ottobre 2006   | CSS                   |
| 358307 -    | 2006 US185               | 15 gennaio 1999   | Spacewatch            |
| 358308 -    | 2006 UO226               | 20 ottobre 2006   | NEAT                  |
| 358309 -    | 2006 UK229               | 28 settembre 2006 | Mt. Lemmon Survey     |
| 358310 -    | 2006 UV240               | 23 ottobre 2006   | Mt. Lemmon Survey     |
| 358311 -    | 2006 UG255               | 20 ottobre 2006   | LINEAR                |
| 358312 -    | 2006 UQ266               | 27 ottobre 2006   | Spacewatch            |
| 358313 -    | 2006 UG268               | 27 ottobre 2006   | Mt. Lemmon Survey     |
| 358314 -    | 2006 UW268               | 16 ottobre 2006   | Spacewatch            |
| 358315 -    | 2006 UR270               | 27 ottobre 2006   | Mt. Lemmon Survey     |
| 358316 -    | 2006 UY271               | 27 ottobre 2006   | Spacewatch            |
| 358317 -    | 2006 UX275               | 28 ottobre 2006   | Spacewatch            |
| 358318 -    | 2006 UY288               | 31 ottobre 2006   | Mt. Lemmon Survey     |
| 358319 -    | 2006 UE290               | 31 ottobre 2006   | Spacewatch            |
| 358320 -    | 2006 UX329               | 31 ottobre 2006   | Mt. Lemmon Survey     |
| 358321 -    | 2006 UY345               | 16 ottobre 2006   | Spacewatch            |
| 358322 -    | 2006 UX360               | 27 ottobre 2006   | Mt. Lemmon Survey     |
| 358323 -    | 2006 UZ360               | 16 ottobre 2006   | CSS                   |
| 358324 -    | 2006 VT6                 | 10 novembre 2006  | Spacewatch            |
| 358325 -    | 2006 VL16                | 9 novembre 2006   | Spacewatch            |
| 358326 -    | 2006 VH20                | 9 novembre 2006   | Spacewatch            |
| 358327 -    | 2006 VA24                | 10 novembre 2006  | Spacewatch            |
| 358328 -    | 2006 VB29                | 10 novembre 2006  | Spacewatch            |
| 358329 -    | 2006 VQ45                | 14 novembre 2006  | Spacewatch            |
| 358330 -    | 2006 VK62                | 28 settembre 2006 | Mt. Lemmon Survey     |
| 358331 -    | 2006 VF65                | 11 novembre 2006  | Spacewatch            |
| 358332 -    | 2006 VT65                | 11 novembre 2006  | Spacewatch            |
| 358333 -    | 2006 VY67                | 11 novembre 2006  | Spacewatch            |
| 358334 -    | 2006 VL74                | 11 novembre 2006  | Spacewatch            |
| 358335 -    | 2006 VH77                | 12 novembre 2006  | Mt. Lemmon Survey     |
| 358336 -    | 2006 VQ79                | 12 novembre 2006  | Mt. Lemmon Survey     |
| 358337 -    | 2006 VE81                | 31 ottobre 2006   | Mt. Lemmon Survey     |
| 358338 -    | 2006 VQ91                | 14 novembre 2006  | Mt. Lemmon Survey     |
| 358339 -    | 2006 VM103               | 12 novembre 2006  | Lin, H.-C., Ye, Q.-z. |
| 358340 -    | 2006 VZ105               | 13 novembre 2006  | Mt. Lemmon Survey     |
| 358341 -    | 2006 VH112               | 13 novembre 2006  | NEAT                  |
| 358342 -    | 2006 VC115               | 14 novembre 2006  | Mt. Lemmon Survey     |
| 358343 -    | 2006 VR135               | 15 novembre 2006  | Spacewatch            |
| 358344 -    | 2006 VZ143               | 15 novembre 2006  | CSS                   |
| 358345 -    | 2006 WZ6                 | 16 novembre 2006  | Mt. Lemmon Survey     |
| 358346 -    | 2006 WR19                | 2 ottobre 2006    | Mt. Lemmon Survey     |
| 358347 -    | 2006 WZ38                | 16 novembre 2006  | Spacewatch            |
| 358348 -    | 2006 WQ48                | 16 novembre 2006  | Spacewatch            |
| 358349 -    | 2006 WS61                | 17 novembre 2006  | CSS                   |
| 358350 -    | 2006 WE77                | 17 ottobre 2006   | Mt. Lemmon Survey     |
| 358351 -    | 2006 WX92                | 19 novembre 2006  | Spacewatch            |
| 358352 -    | 2006 WV103               | 19 novembre 2006  | Spacewatch            |
| 358353 -    | 2006 WZ103               | 19 novembre 2006  | Spacewatch            |
| 358354 -    | 2006 WX109               | 19 novembre 2006  | Spacewatch            |
| 358355 -    | 2006 WO111               | 11 novembre 2006  | Spacewatch            |
| 358356 -    | 2006 WF116               | 27 ottobre 2006   | Spacewatch            |
| 358357 -    | 2006 WL123               | 21 novembre 2006  | Mt. Lemmon Survey     |
| 358358 -    | 2006 WV143               | 20 novembre 2006  | Spacewatch            |
| 358359 -    | 2006 WQ176               | 23 novembre 2006  | Mt. Lemmon Survey     |
| 358360 -    | 2006 WM188               | 31 ottobre 2006   | Mt. Lemmon Survey     |
| 358361 -    | 2006 WF193               | 11 novembre 2006  | Spacewatch            |
| 358362 -    | 2006 WX197               | 25 novembre 2006  | Mt. Lemmon Survey     |
| 358363 -    | 2006 WK199               | 28 ottobre 2006   | Mt. Lemmon Survey     |
| 358364 -    | 2006 WL200               | 19 novembre 2006  | Spacewatch            |
| 358365 -    | 2006 WL201               | 20 novembre 2006  | CSS                   |
| 358366 -    | 2006 WW201               | 24 novembre 2006  | Mt. Lemmon Survey     |
| 358367 -    | 2006 XT8                 | 9 dicembre 2006   | NEAT                  |
| 358368 -    | 2006 XW9                 | 9 dicembre 2006   | Spacewatch            |
| 358369 -    | 2006 XE15                | 10 dicembre 2006  | Spacewatch            |
| 358370 -    | 2006 XC19                | 11 dicembre 2006  | Spacewatch            |
| 358371 -    | 2006 XM20                | 22 ottobre 2006   | Mt. Lemmon Survey     |
| 358372 -    | 2006 XN24                | 12 dicembre 2006  | CSS                   |
| 358373 -    | 2006 XL27                | 1º dicembre 2006  | Spacewatch            |
| 358374 -    | 2006 XS36                | 11 dicembre 2006  | Spacewatch            |
| 358375 -    | 2006 XE37                | 11 dicembre 2006  | Spacewatch            |
| 358376 Gwyn | 2006 XT67                | 13 dicembre 2006  | Balam, D. D.          |
| 358377 -    | 2006 XS69                | 13 dicembre 2006  | Spacewatch            |
| 358378 -    | 2006 XJ71                | 15 dicembre 2006  | Spacewatch            |
| 358379 -    | 2006 XY71                | 1º dicembre 2006  | Mt. Lemmon Survey     |
| 358380 -    | 2006 XZ72                | 15 dicembre 2006  | Spacewatch            |
| 358381 -    | 2006 XJ73                | 15 dicembre 2006  | Spacewatch            |
| 358382 -    | 2006 YZ10                | 27 novembre 2006  | Mt. Lemmon Survey     |
| 358383 -    | 2006 YQ19                | 24 dicembre 2006  | Bickel, W.            |
| 358384 -    | 2006 YT29                | 21 dicembre 2006  | Spacewatch            |
| 358385 -    | 2006 YK32                | 16 dicembre 2006  | Mt. Lemmon Survey     |
| 358386 -    | 2006 YE36                | 21 dicembre 2006  | Spacewatch            |
| 358387 -    | 2006 YP38                | 21 dicembre 2006  | Spacewatch            |
| 358388 -    | 2006 YJ42                | 22 dicembre 2006  | Mt. Lemmon Survey     |
| 358389 -    | 2006 YT42                | 23 dicembre 2006  | CSS                   |
| 358390 -    | 2006 YT45                | 12 dicembre 2006  | Spacewatch            |
| 358391 -    | 2006 YM51                | 27 dicembre 2006  | Mt. Lemmon Survey     |
| 358392 -    | 2007 AR7                 | 9 gennaio 2007    | Mt. Lemmon Survey     |
| 358393 -    | 2007 AJ22                | 15 gennaio 2007   | Spacewatch            |
| 358394 -    | 2007 AE24                | 10 gennaio 2007   | Mt. Lemmon Survey     |
| 358395 -    | 2007 AP25                | 15 gennaio 2007   | LONEOS                |
| 358396 -    | 2007 AK30                | 10 gennaio 2007   | Mt. Lemmon Survey     |
| 358397 -    | 2007 AO31                | 10 gennaio 2007   | Spacewatch            |
| 358398 -    | 2007 BD6                 | 17 gennaio 2007   | NEAT                  |
| 358399 -    | 2007 BE6                 | 17 gennaio 2007   | NEAT                  |
| 358400 -    | 2007 BD22                | 24 gennaio 2007   | LINEAR                |

## 358401-358500
| Nome     | Designazione provvisoria | Data di scoperta  | Scopritore               |
| -------- | ------------------------ | ----------------- | ------------------------ |
| 358401 - | 2007 BL26                | 24 gennaio 2007   | Mt. Lemmon Survey        |
| 358402 - | 2007 BJ35                | 24 gennaio 2007   | Mt. Lemmon Survey        |
| 358403 - | 2007 BR40                | 24 gennaio 2007   | Mt. Lemmon Survey        |
| 358404 - | 2007 BX43                | 24 gennaio 2007   | CSS                      |
| 358405 - | 2007 BO54                | 24 gennaio 2007   | Spacewatch               |
| 358406 - | 2007 BM58                | 24 gennaio 2007   | CSS                      |
| 358407 - | 2007 BJ71                | 28 gennaio 2007   | Mt. Lemmon Survey        |
| 358408 - | 2007 BU79                | 26 gennaio 2007   | Spacewatch               |
| 358409 - | 2007 CE2                 | 6 febbraio 2007   | Spacewatch               |
| 358410 - | 2007 CT5                 | 7 febbraio 2007   | CSS                      |
| 358411 - | 2007 CA7                 | 13 dicembre 2006  | Mt. Lemmon Survey        |
| 358412 - | 2007 CN12                | 6 febbraio 2007   | Spacewatch               |
| 358413 - | 2007 CS13                | 7 febbraio 2007   | Spacewatch               |
| 358414 - | 2007 CS20                | 6 febbraio 2007   | Mt. Lemmon Survey        |
| 358415 - | 2007 CA24                | 8 febbraio 2007   | Spacewatch               |
| 358416 - | 2007 CN24                | 8 febbraio 2007   | Mt. Lemmon Survey        |
| 358417 - | 2007 CN25                | 8 febbraio 2007   | Spacewatch               |
| 358418 - | 2007 CV35                | 6 febbraio 2007   | Mt. Lemmon Survey        |
| 358419 - | 2007 CS36                | 6 febbraio 2007   | Mt. Lemmon Survey        |
| 358420 - | 2007 CP43                | 8 febbraio 2007   | Spacewatch               |
| 358421 - | 2007 CO53                | 15 febbraio 2007  | NEAT                     |
| 358422 - | 2007 CX58                | 10 febbraio 2007  | CSS                      |
| 358423 - | 2007 CF61                | 15 febbraio 2007  | NEAT                     |
| 358424 - | 2007 CU62                | 15 febbraio 2007  | CSS                      |
| 358425 - | 2007 DV4                 | 17 febbraio 2007  | Spacewatch               |
| 358426 - | 2007 DC8                 | 21 febbraio 2007  | Hug, G.                  |
| 358427 - | 2007 DZ13                | 17 febbraio 2007  | Spacewatch               |
| 358428 - | 2007 DR14                | 8 febbraio 2007   | Spacewatch               |
| 358429 - | 2007 DK15                | 7 ottobre 2004    | Spacewatch               |
| 358430 - | 2007 DM16                | 17 febbraio 2007  | Spacewatch               |
| 358431 - | 2007 DM18                | 17 febbraio 2007  | Spacewatch               |
| 358432 - | 2007 DZ23                | 17 febbraio 2007  | Spacewatch               |
| 358433 - | 2007 DC29                | 17 febbraio 2007  | Spacewatch               |
| 358434 - | 2007 DB41                | 21 febbraio 2007  | CSS                      |
| 358435 - | 2007 DU41                | 16 febbraio 2007  | CSS                      |
| 358436 - | 2007 DG42                | 16 febbraio 2007  | NEAT                     |
| 358437 - | 2007 DU77                | 22 febbraio 2007  | LONEOS                   |
| 358438 - | 2007 DZ82                | 23 febbraio 2007  | CSS                      |
| 358439 - | 2007 DL86                | 23 febbraio 2007  | Mt. Lemmon Survey        |
| 358440 - | 2007 DP90                | 23 febbraio 2007  | Spacewatch               |
| 358441 - | 2007 DB94                | 23 febbraio 2007  | Spacewatch               |
| 358442 - | 2007 DF98                | 25 febbraio 2007  | Mt. Lemmon Survey        |
| 358443 - | 2007 DF99                | 25 febbraio 2007  | Mt. Lemmon Survey        |
| 358444 - | 2007 DV116               | 21 febbraio 2007  | CSS                      |
| 358445 - | 2007 DC117               | 17 febbraio 2007  | Tucker, R. A.            |
| 358446 - | 2007 DJ117               | 25 febbraio 2007  | Mt. Lemmon Survey        |
| 358447 - | 2007 EB35                | 11 marzo 2007     | Spacewatch               |
| 358448 - | 2007 EC35                | 11 marzo 2007     | Spacewatch               |
| 358449 - | 2007 EM36                | 11 marzo 2007     | LONEOS                   |
| 358450 - | 2007 EN54                | 12 marzo 2007     | Mt. Lemmon Survey        |
| 358451 - | 2007 EM60                | 10 marzo 2007     | Spacewatch               |
| 358452 - | 2007 EZ82                | 12 marzo 2007     | Spacewatch               |
| 358453 - | 2007 EH88                | 14 marzo 2007     | Mt. Lemmon Survey        |
| 358454 - | 2007 EX100               | 11 marzo 2007     | Mt. Lemmon Survey        |
| 358455 - | 2007 EG131               | 9 marzo 2007      | Mt. Lemmon Survey        |
| 358456 - | 2007 EP138               | 12 marzo 2007     | Spacewatch               |
| 358457 - | 2007 EA152               | 12 marzo 2007     | Mt. Lemmon Survey        |
| 358458 - | 2007 EF157               | 17 febbraio 2007  | Mt. Lemmon Survey        |
| 358459 - | 2007 EG158               | 16 febbraio 2007  | CSS                      |
| 358460 - | 2007 EA162               | 15 marzo 2007     | Mt. Lemmon Survey        |
| 358461 - | 2007 FS15                | 19 marzo 2007     | LONEOS                   |
| 358462 - | 2007 FJ16                | 20 marzo 2007     | Mt. Lemmon Survey        |
| 358463 - | 2007 GU68                | 26 settembre 2003 | Sloan Digital Sky Survey |
| 358464 - | 2007 HK60                | 20 aprile 2007    | Mt. Lemmon Survey        |
| 358465 - | 2007 JQ45                | 11 maggio 2007    | Mt. Lemmon Survey        |
| 358466 - | 2007 LX1                 | 7 giugno 2007     | Spacewatch               |
| 358467 - | 2007 MY1                 | 18 giugno 2007    | Spacewatch               |
| 358468 - | 2007 MO3                 | 16 giugno 2007    | Spacewatch               |
| 358469 - | 2007 NO2                 | 13 luglio 2007    | Chante-Perdrix           |
| 358470 - | 2007 NH3                 | 14 luglio 2007    | Chante-Perdrix           |
| 358471 - | 2007 NS4                 | 15 luglio 2007    | Siding Spring Survey     |
| 358472 - | 2007 OT10                | 20 luglio 2007    | Siding Spring Survey     |
| 358473 - | 2007 PA5                 | 5 agosto 2007     | LINEAR                   |
| 358474 - | 2007 PA12                | 11 agosto 2007    | LINEAR                   |
| 358475 - | 2007 PX15                | 8 agosto 2007     | LINEAR                   |
| 358476 - | 2007 PT20                | 9 agosto 2007     | LINEAR                   |
| 358477 - | 2007 PV25                | 8 agosto 2007     | LINEAR                   |
| 358478 - | 2007 PJ42                | 13 agosto 2007    | LINEAR                   |
| 358479 - | 2007 PF46                | 10 agosto 2007    | Spacewatch               |
| 358480 - | 2007 QO11                | 23 agosto 2007    | Spacewatch               |
| 358481 - | 2007 QT17                | 17 gennaio 2005   | Spacewatch               |
| 358482 - | 2007 RL                  | 1º settembre 2007 | Rinner, C., Kugel, F.    |
| 358483 - | 2007 RU1                 | 1º settembre 2007 | Sarneczky, K., Kiss, L.  |
| 358484 - | 2007 RG21                | 3 settembre 2007  | CSS                      |
| 358485 - | 2007 RF38                | 8 settembre 2007  | LONEOS                   |
| 358486 - | 2007 RD45                | 9 settembre 2007  | Spacewatch               |
| 358487 - | 2007 RU47                | 9 settembre 2007  | Mt. Lemmon Survey        |
| 358488 - | 2007 RL56                | 9 settembre 2007  | LONEOS                   |
| 358489 - | 2007 RP60                | 10 settembre 2007 | CSS                      |
| 358490 - | 2007 RU86                | 10 settembre 2007 | Mt. Lemmon Survey        |
| 358491 - | 2007 RT94                | 10 settembre 2007 | Spacewatch               |
| 358492 - | 2007 RZ95                | 10 settembre 2007 | Spacewatch               |
| 358493 - | 2007 RK98                | 10 settembre 2007 | Spacewatch               |
| 358494 - | 2007 RB105               | 11 settembre 2007 | CSS                      |
| 358495 - | 2007 RQ118               | 11 settembre 2007 | Mt. Lemmon Survey        |
| 358496 - | 2007 RQ120               | 12 settembre 2007 | Mt. Lemmon Survey        |
| 358497 - | 2007 RB142               | 13 settembre 2007 | LINEAR                   |
| 358498 - | 2007 RP145               | 14 settembre 2007 | LINEAR                   |
| 358499 - | 2007 RR148               | 12 settembre 2007 | CSS                      |
| 358500 - | 2007 RB151               | 9 settembre 2007  | Mt. Lemmon Survey        |

## 358501-358600
| Nome     | Designazione provvisoria | Data di scoperta  | Scopritore        |
| -------- | ------------------------ | ----------------- | ----------------- |
| 358501 - | 2007 RB153               | 24 agosto 2007    | Spacewatch        |
| 358502 - | 2007 RW153               | 10 settembre 2007 | Spacewatch        |
| 358503 - | 2007 RH173               | 10 settembre 2007 | Spacewatch        |
| 358504 - | 2007 RN173               | 10 settembre 2007 | Spacewatch        |
| 358505 - | 2007 RR178               | 10 settembre 2007 | Spacewatch        |
| 358506 - | 2007 RQ189               | 10 settembre 2007 | Spacewatch        |
| 358507 - | 2007 RQ196               | 13 settembre 2007 | Mt. Lemmon Survey |
| 358508 - | 2007 RC205               | 9 settembre 2007  | Spacewatch        |
| 358509 - | 2007 RB211               | 11 settembre 2007 | Spacewatch        |
| 358510 - | 2007 RQ211               | 11 settembre 2007 | Spacewatch        |
| 358511 - | 2007 RB222               | 14 settembre 2007 | Mt. Lemmon Survey |
| 358512 - | 2007 RJ237               | 14 settembre 2007 | Mt. Lemmon Survey |
| 358513 - | 2007 RM255               | 14 settembre 2007 | Spacewatch        |
| 358514 - | 2007 RQ291               | 12 settembre 2007 | Mt. Lemmon Survey |
| 358515 - | 2007 RQ294               | 14 settembre 2007 | Mt. Lemmon Survey |
| 358516 - | 2007 RL295               | 14 settembre 2007 | Mt. Lemmon Survey |
| 358517 - | 2007 RA309               | 10 settembre 2007 | Spacewatch        |
| 358518 - | 2007 RD309               | 10 settembre 2007 | Mt. Lemmon Survey |
| 358519 - | 2007 RE309               | 10 settembre 2007 | Mt. Lemmon Survey |
| 358520 - | 2007 RB310               | 12 agosto 2007    | LINEAR            |
| 358521 - | 2007 RG314               | 14 settembre 2007 | Mt. Lemmon Survey |
| 358522 - | 2007 RH318               | 11 settembre 2007 | Spacewatch        |
| 358523 - | 2007 RH325               | 14 settembre 2007 | Mt. Lemmon Survey |
| 358524 - | 2007 SL2                 | 20 settembre 2007 | Ries, W.          |
| 358525 - | 2007 SS17                | 30 settembre 2007 | Spacewatch        |
| 358526 - | 2007 SV23                | 18 settembre 2007 | Mt. Lemmon Survey |
| 358527 - | 2007 TE7                 | 7 ottobre 2007    | Chante-Perdrix    |
| 358528 - | 2007 TR9                 | 6 ottobre 2007    | LINEAR            |
| 358529 - | 2007 TN13                | 6 ottobre 2007    | LINEAR            |
| 358530 - | 2007 TR22                | 9 ottobre 2007    | CSS               |
| 358531 - | 2007 TU25                | 4 ottobre 2007    | Spacewatch        |
| 358532 - | 2007 TN31                | 23 agosto 2007    | Spacewatch        |
| 358533 - | 2007 TP35                | 7 ottobre 2007    | CSS               |
| 358534 - | 2007 TU35                | 7 ottobre 2007    | Spacewatch        |
| 358535 - | 2007 TN49                | 4 ottobre 2007    | Spacewatch        |
| 358536 - | 2007 TX52                | 4 ottobre 2007    | Spacewatch        |
| 358537 - | 2007 TY56                | 4 ottobre 2007    | Spacewatch        |
| 358538 - | 2007 TR66                | 10 ottobre 2007   | Chante-Perdrix    |
| 358539 - | 2007 TM73                | 26 marzo 2003     | Spacewatch        |
| 358540 - | 2007 TS92                | 5 ottobre 2007    | Lacruz, J.        |
| 358541 - | 2007 TZ100               | 8 ottobre 2007    | Mt. Lemmon Survey |
| 358542 - | 2007 TV115               | 8 ottobre 2007    | Mt. Lemmon Survey |
| 358543 - | 2007 TM120               | 9 ottobre 2007    | CSS               |
| 358544 - | 2007 TC123               | 8 settembre 2007  | Mt. Lemmon Survey |
| 358545 - | 2007 TU126               | 6 ottobre 2007    | Spacewatch        |
| 358546 - | 2007 TE127               | 6 ottobre 2007    | Spacewatch        |
| 358547 - | 2007 TJ132               | 7 ottobre 2007    | Mt. Lemmon Survey |
| 358548 - | 2007 TP148               | 7 ottobre 2007    | LINEAR            |
| 358549 - | 2007 TQ154               | 9 ottobre 2007    | LINEAR            |
| 358550 - | 2007 TM155               | 9 ottobre 2007    | LINEAR            |
| 358551 - | 2007 TC157               | 9 ottobre 2007    | LINEAR            |
| 358552 - | 2007 TG162               | 11 ottobre 2007   | LINEAR            |
| 358553 - | 2007 TD163               | 11 ottobre 2007   | LINEAR            |
| 358554 - | 2007 TL165               | 11 ottobre 2007   | LINEAR            |
| 358555 - | 2007 TD191               | 4 ottobre 2007    | Mt. Lemmon Survey |
| 358556 - | 2007 TS197               | 8 ottobre 2007    | Spacewatch        |
| 358557 - | 2007 TV198               | 8 ottobre 2007    | Spacewatch        |
| 358558 - | 2007 TP201               | 8 ottobre 2007    | LONEOS            |
| 358559 - | 2007 TE222               | 9 ottobre 2007    | Spacewatch        |
| 358560 - | 2007 TE227               | 8 ottobre 2007    | Spacewatch        |
| 358561 - | 2007 TO232               | 8 ottobre 2007    | Spacewatch        |
| 358562 - | 2007 TC235               | 9 ottobre 2007    | Spacewatch        |
| 358563 - | 2007 TV239               | 10 ottobre 2007   | Mt. Lemmon Survey |
| 358564 - | 2007 TP241               | 7 ottobre 2007    | Mt. Lemmon Survey |
| 358565 - | 2007 TS247               | 10 ottobre 2007   | Spacewatch        |
| 358566 - | 2007 TG301               | 12 ottobre 2007   | Spacewatch        |
| 358567 - | 2007 TF332               | 11 ottobre 2007   | Spacewatch        |
| 358568 - | 2007 TY336               | 12 ottobre 2007   | CSS               |
| 358569 - | 2007 TD340               | 9 ottobre 2007    | Mt. Lemmon Survey |
| 358570 - | 2007 TM353               | 8 ottobre 2007    | Mt. Lemmon Survey |
| 358571 - | 2007 TY353               | 10 ottobre 2007   | Spacewatch        |
| 358572 - | 2007 TD363               | 14 ottobre 2007   | Mt. Lemmon Survey |
| 358573 - | 2007 TA383               | 14 ottobre 2007   | Spacewatch        |
| 358574 - | 2007 TK395               | 13 gennaio 2005   | Spacewatch        |
| 358575 - | 2007 TJ423               | 4 ottobre 2007    | Spacewatch        |
| 358576 - | 2007 TO423               | 4 ottobre 2007    | Spacewatch        |
| 358577 - | 2007 TM424               | 7 ottobre 2007    | Spacewatch        |
| 358578 - | 2007 TE426               | 9 ottobre 2007    | Mt. Lemmon Survey |
| 358579 - | 2007 TE441               | 10 ottobre 2007   | CSS               |
| 358580 - | 2007 TS450               | 12 ottobre 2007   | Mt. Lemmon Survey |
| 358581 - | 2007 UD5                 | 19 ottobre 2007   | BATTeRS           |
| 358582 - | 2007 UE8                 | 16 ottobre 2007   | CSS               |
| 358583 - | 2007 UP12                | 16 ottobre 2007   | Spacewatch        |
| 358584 - | 2007 UB24                | 8 ottobre 2007    | Spacewatch        |
| 358585 - | 2007 UG30                | 8 ottobre 2007    | LONEOS            |
| 358586 - | 2007 UE31                | 19 ottobre 2007   | CSS               |
| 358587 - | 2007 UP31                | 7 ottobre 2007    | CSS               |
| 358588 - | 2007 UU36                | 10 ottobre 2007   | LONEOS            |
| 358589 - | 2007 UV37                | 11 settembre 2007 | CSS               |
| 358590 - | 2007 UH55                | 30 ottobre 2007   | Spacewatch        |
| 358591 - | 2007 UJ56                | 30 ottobre 2007   | Mt. Lemmon Survey |
| 358592 - | 2007 UN56                | 30 ottobre 2007   | CSS               |
| 358593 - | 2007 UD76                | 31 ottobre 2007   | Mt. Lemmon Survey |
| 358594 - | 2007 UW80                | 31 ottobre 2007   | Mt. Lemmon Survey |
| 358595 - | 2007 UZ86                | 30 ottobre 2007   | Spacewatch        |
| 358596 - | 2007 UW94                | 31 ottobre 2007   | Mt. Lemmon Survey |
| 358597 - | 2007 US100               | 30 ottobre 2007   | Spacewatch        |
| 358598 - | 2007 UE105               | 30 ottobre 2007   | Spacewatch        |
| 358599 - | 2007 UP127               | 16 ottobre 2007   | Spacewatch        |
| 358600 - | 2007 UX136               | 25 ottobre 2007   | Mt. Lemmon Survey |

## 358601-358700
| Nome         | Designazione provvisoria | Data di scoperta | Scopritore             |
| ------------ | ------------------------ | ---------------- | ---------------------- |
| 358601 -     | 2007 UL137               | 16 ottobre 2007  | Mt. Lemmon Survey      |
| 358602 -     | 2007 VA2                 | 2 novembre 2007  | Lowe, A.               |
| 358603 -     | 2007 VP3                 | 2 novembre 2007  | Endate, K.             |
| 358604 -     | 2007 VQ3                 | 2 novembre 2007  | Teamo, N.              |
| 358605 -     | 2007 VE12                | 4 novembre 2007  | OAM                    |
| 358606 -     | 2007 VZ27                | 2 novembre 2007  | Spacewatch             |
| 358607 -     | 2007 VQ29                | 5 novembre 2007  | Mt. Lemmon Survey      |
| 358608 -     | 2007 VB33                | 2 novembre 2007  | Spacewatch             |
| 358609 -     | 2007 VC48                | 1º novembre 2007 | Spacewatch             |
| 358610 -     | 2007 VK60                | 24 agosto 2007   | Spacewatch             |
| 358611 -     | 2007 VM66                | 2 novembre 2007  | CSS                    |
| 358612 -     | 2007 VG77                | 3 novembre 2007  | Spacewatch             |
| 358613 -     | 2007 VH78                | 12 ottobre 2007  | Spacewatch             |
| 358614 -     | 2007 VT87                | 2 novembre 2007  | LINEAR                 |
| 358615 -     | 2007 VQ89                | 4 novembre 2007  | LINEAR                 |
| 358616 -     | 2007 VV96                | 1º novembre 2007 | Spacewatch             |
| 358617 -     | 2007 VZ114               | 3 novembre 2007  | Spacewatch             |
| 358618 -     | 2007 VK119               | 4 novembre 2007  | PMO NEO Survey Program |
| 358619 -     | 2007 VO120               | 5 novembre 2007  | Spacewatch             |
| 358620 -     | 2007 VF121               | 5 novembre 2007  | Spacewatch             |
| 358621 -     | 2007 VM122               | 5 novembre 2007  | Spacewatch             |
| 358622 -     | 2007 VJ141               | 4 novembre 2007  | Spacewatch             |
| 358623 -     | 2007 VD143               | 4 novembre 2007  | Spacewatch             |
| 358624 -     | 2007 VN147               | 4 novembre 2007  | Spacewatch             |
| 358625 -     | 2007 VM153               | 4 novembre 2007  | Spacewatch             |
| 358626 -     | 2007 VY153               | 18 ottobre 2007  | Spacewatch             |
| 358627 -     | 2007 VA159               | 5 novembre 2007  | Spacewatch             |
| 358628 -     | 2007 VW160               | 5 novembre 2007  | Spacewatch             |
| 358629 -     | 2007 VN166               | 5 novembre 2007  | Spacewatch             |
| 358630 -     | 2007 VB168               | 5 novembre 2007  | Spacewatch             |
| 358631 -     | 2007 VA179               | 7 novembre 2007  | Mt. Lemmon Survey      |
| 358632 -     | 2007 VA202               | 5 novembre 2007  | Mt. Lemmon Survey      |
| 358633 -     | 2007 VY214               | 9 novembre 2007  | Spacewatch             |
| 358634 -     | 2007 VX230               | 17 ottobre 2007  | Mt. Lemmon Survey      |
| 358635 -     | 2007 VD239               | 13 novembre 2007 | Spacewatch             |
| 358636 -     | 2007 VK242               | 12 novembre 2007 | CSS                    |
| 358637 -     | 2007 VC252               | 12 novembre 2007 | CSS                    |
| 358638 -     | 2007 VT264               | 13 novembre 2007 | Spacewatch             |
| 358639 -     | 2007 VD268               | 11 novembre 2007 | LINEAR                 |
| 358640 -     | 2007 VZ269               | 24 ottobre 2007  | Mt. Lemmon Survey      |
| 358641 -     | 2007 VJ270               | 6 novembre 2007  | Spacewatch             |
| 358642 -     | 2007 VC280               | 17 ottobre 2007  | Mt. Lemmon Survey      |
| 358643 -     | 2007 VS281               | 14 novembre 2007 | Spacewatch             |
| 358644 -     | 2007 VZ292               | 16 ottobre 2007  | CSS                    |
| 358645 -     | 2007 VT295               | 30 ottobre 2007  | CSS                    |
| 358646 -     | 2007 VE300               | 13 novembre 2007 | LONEOS                 |
| 358647 -     | 2007 VV305               | 5 novembre 2007  | Mt. Lemmon Survey      |
| 358648 -     | 2007 VO306               | 1º novembre 2007 | Spacewatch             |
| 358649 -     | 2007 VP310               | 9 novembre 2007  | Mt. Lemmon Survey      |
| 358650 -     | 2007 VL312               | 2 novembre 2007  | Spacewatch             |
| 358651 -     | 2007 VB317               | 14 novembre 2007 | Spacewatch             |
| 358652 -     | 2007 VO318               | 7 novembre 2007  | Spacewatch             |
| 358653 -     | 2007 VG321               | 8 novembre 2007  | CSS                    |
| 358654 -     | 2007 VF323               | 2 novembre 2007  | Spacewatch             |
| 358655 -     | 2007 VF325               | 1º novembre 2007 | Spacewatch             |
| 358656 -     | 2007 VY325               | 2 novembre 2007  | Spacewatch             |
| 358657 -     | 2007 VZ327               | 8 novembre 2007  | CSS                    |
| 358658 -     | 2007 VJ331               | 11 luglio 2002   | CINEOS                 |
| 358659 -     | 2007 VK334               | 13 novembre 2007 | Spacewatch             |
| 358660 -     | 2007 WY2                 | 16 novembre 2007 | Mt. Lemmon Survey      |
| 358661 -     | 2007 WK6                 | 17 novembre 2007 | LINEAR                 |
| 358662 -     | 2007 WB8                 | 18 novembre 2007 | LINEAR                 |
| 358663 -     | 2007 WU8                 | 2 novembre 2007  | Mt. Lemmon Survey      |
| 358664 -     | 2007 WJ9                 | 16 novembre 2007 | Mt. Lemmon Survey      |
| 358665 -     | 2007 WR19                | 18 novembre 2007 | Mt. Lemmon Survey      |
| 358666 -     | 2007 WE39                | 19 novembre 2007 | Mt. Lemmon Survey      |
| 358667 -     | 2007 WV60                | 18 novembre 2007 | Mt. Lemmon Survey      |
| 358668 -     | 2007 XE                  | 1º dicembre 2007 | BATTeRS                |
| 358669 -     | 2007 XQ4                 | 3 dicembre 2007  | CSS                    |
| 358670 -     | 2007 XJ21                | 10 dicembre 2007 | LINEAR                 |
| 358671 -     | 2007 XP21                | 10 dicembre 2007 | LINEAR                 |
| 358672 -     | 2007 XA34                | 2 novembre 2007  | Mt. Lemmon Survey      |
| 358673 -     | 2007 XG51                | 14 dicembre 2007 | Mt. Lemmon Survey      |
| 358674 -     | 2007 XC52                | 5 dicembre 2007  | Spacewatch             |
| 358675 Bente | 2007 YY1                 | 16 dicembre 2007 | De Cat, P.             |
| 358676 -     | 2007 YE4                 | 21 ottobre 2007  | Spacewatch             |
| 358677 -     | 2007 YM4                 | 16 dicembre 2007 | Spacewatch             |
| 358678 -     | 2007 YF18                | 16 dicembre 2007 | CSS                    |
| 358679 -     | 2007 YF20                | 4 dicembre 2007  | Mt. Lemmon Survey      |
| 358680 -     | 2007 YS20                | 16 dicembre 2007 | Spacewatch             |
| 358681 -     | 2007 YG24                | 17 dicembre 2007 | Mt. Lemmon Survey      |
| 358682 -     | 2007 YA36                | 30 dicembre 2007 | Mt. Lemmon Survey      |
| 358683 -     | 2007 YT45                | 30 dicembre 2007 | Mt. Lemmon Survey      |
| 358684 -     | 2007 YH51                | 28 dicembre 2007 | Spacewatch             |
| 358685 -     | 2007 YY53                | 6 dicembre 2007  | Spacewatch             |
| 358686 -     | 2007 YR55                | 31 dicembre 2007 | Spacewatch             |
| 358687 -     | 2007 YD61                | 16 marzo 2004    | Spacewatch             |
| 358688 -     | 2007 YY61                | 31 dicembre 2007 | Mt. Lemmon Survey      |
| 358689 -     | 2007 YH66                | 30 dicembre 2007 | Mt. Lemmon Survey      |
| 358690 -     | 2008 AM5                 | 10 gennaio 2008  | Mt. Lemmon Survey      |
| 358691 -     | 2008 AS7                 | 10 gennaio 2008  | Spacewatch             |
| 358692 -     | 2008 AN17                | 10 gennaio 2008  | Spacewatch             |
| 358693 -     | 2008 AQ21                | 10 gennaio 2008  | Mt. Lemmon Survey      |
| 358694 -     | 2008 AP25                | 10 gennaio 2008  | Mt. Lemmon Survey      |
| 358695 -     | 2008 AK28                | 10 gennaio 2008  | Mt. Lemmon Survey      |
| 358696 -     | 2008 AQ30                | 11 gennaio 2008  | Yeung, W. K. Y.        |
| 358697 -     | 2008 AR43                | 10 gennaio 2008  | Spacewatch             |
| 358698 -     | 2008 AS44                | 30 dicembre 2007 | Mt. Lemmon Survey      |
| 358699 -     | 2008 AC61                | 11 gennaio 2008  | Spacewatch             |
| 358700 -     | 2008 AD64                | 11 gennaio 2008  | CSS                    |

## 358701-358800
| Nome     | Designazione provvisoria | Data di scoperta | Scopritore             |
| -------- | ------------------------ | ---------------- | ---------------------- |
| 358701 - | 2008 AU64                | 11 gennaio 2008  | Mt. Lemmon Survey      |
| 358702 - | 2008 AW70                | 12 gennaio 2008  | Spacewatch             |
| 358703 - | 2008 AL78                | 12 gennaio 2008  | Spacewatch             |
| 358704 - | 2008 AW80                | 12 gennaio 2008  | Spacewatch             |
| 358705 - | 2008 AB83                | 15 gennaio 2008  | Mt. Lemmon Survey      |
| 358706 - | 2008 AC83                | 15 gennaio 2008  | Mt. Lemmon Survey      |
| 358707 - | 2008 AU92                | 18 novembre 2007 | Mt. Lemmon Survey      |
| 358708 - | 2008 AK94                | 14 gennaio 2008  | Spacewatch             |
| 358709 - | 2008 AP102               | 31 dicembre 2007 | Spacewatch             |
| 358710 - | 2008 AP104               | 15 gennaio 2008  | Spacewatch             |
| 358711 - | 2008 AL106               | 15 gennaio 2008  | Mt. Lemmon Survey      |
| 358712 - | 2008 AO121               | 6 gennaio 2008   | Wiegert, P. A.         |
| 358713 - | 2008 AU129               | 5 gennaio 2008   | LUSS                   |
| 358714 - | 2008 AF135               | 11 gennaio 2008  | CSS                    |
| 358715 - | 2008 BV5                 | 16 gennaio 2008  | Spacewatch             |
| 358716 - | 2008 BH23                | 31 gennaio 2008  | Mt. Lemmon Survey      |
| 358717 - | 2008 BF26                | 30 gennaio 2008  | CSS                    |
| 358718 - | 2008 BV28                | 16 gennaio 2008  | Spacewatch             |
| 358719 - | 2008 BE29                | 30 gennaio 2008  | Mt. Lemmon Survey      |
| 358720 - | 2008 BE36                | 30 gennaio 2008  | Spacewatch             |
| 358721 - | 2008 BE45                | 31 gennaio 2008  | CSS                    |
| 358722 - | 2008 BK46                | 30 gennaio 2008  | Spacewatch             |
| 358723 - | 2008 BX47                | 31 gennaio 2008  | Mt. Lemmon Survey      |
| 358724 - | 2008 CD1                 | 3 febbraio 2008  | Ries, W.               |
| 358725 - | 2008 CJ2                 | 1º febbraio 2008 | Spacewatch             |
| 358726 - | 2008 CP14                | 3 febbraio 2008  | Spacewatch             |
| 358727 - | 2008 CD16                | 3 febbraio 2008  | Mt. Lemmon Survey      |
| 358728 - | 2008 CT17                | 3 febbraio 2008  | Spacewatch             |
| 358729 - | 2008 CE20                | 6 febbraio 2008  | LONEOS                 |
| 358730 - | 2008 CT20                | 6 febbraio 2008  | Suno                   |
| 358731 - | 2008 CM30                | 2 febbraio 2008  | Spacewatch             |
| 358732 - | 2008 CD33                | 2 febbraio 2008  | Spacewatch             |
| 358733 - | 2008 CO37                | 2 febbraio 2008  | Spacewatch             |
| 358734 - | 2008 CH39                | 2 febbraio 2008  | Mt. Lemmon Survey      |
| 358735 - | 2008 CK41                | 2 febbraio 2008  | Spacewatch             |
| 358736 - | 2008 CZ43                | 2 febbraio 2008  | Spacewatch             |
| 358737 - | 2008 CM45                | 2 febbraio 2008  | Spacewatch             |
| 358738 - | 2008 CW55                | 7 febbraio 2008  | Spacewatch             |
| 358739 - | 2008 CV63                | 21 agosto 2006   | Spacewatch             |
| 358740 - | 2008 CE83                | 7 febbraio 2008  | Spacewatch             |
| 358741 - | 2008 CO89                | 7 febbraio 2008  | Spacewatch             |
| 358742 - | 2008 CC93                | 8 febbraio 2008  | Mt. Lemmon Survey      |
| 358743 - | 2008 CO100               | 9 febbraio 2008  | Spacewatch             |
| 358744 - | 2008 CR118               | 10 febbraio 2008 | Spacewatch             |
| 358745 - | 2008 CG120               | 6 febbraio 2008  | CSS                    |
| 358746 - | 2008 CQ124               | 7 febbraio 2008  | Mt. Lemmon Survey      |
| 358747 - | 2008 CG126               | 8 febbraio 2008  | Spacewatch             |
| 358748 - | 2008 CG130               | 8 febbraio 2008  | Spacewatch             |
| 358749 - | 2008 CB131               | 8 febbraio 2008  | Spacewatch             |
| 358750 - | 2008 CR140               | 8 febbraio 2008  | Spacewatch             |
| 358751 - | 2008 CL141               | 8 febbraio 2008  | Spacewatch             |
| 358752 - | 2008 CF151               | 9 febbraio 2008  | Spacewatch             |
| 358753 - | 2008 CP152               | 9 febbraio 2008  | Spacewatch             |
| 358754 - | 2008 CP168               | 12 febbraio 2008 | Spacewatch             |
| 358755 - | 2008 CJ176               | 7 febbraio 2008  | LINEAR                 |
| 358756 - | 2008 CZ176               | 11 gennaio 2008  | LUSS                   |
| 358757 - | 2008 CJ183               | 20 novembre 2007 | Mt. Lemmon Survey      |
| 358758 - | 2008 CA187               | 29 luglio 2005   | NEAT                   |
| 358759 - | 2008 CO189               | 14 febbraio 2008 | CSS                    |
| 358760 - | 2008 CQ190               | 12 febbraio 2008 | Mt. Lemmon Survey      |
| 358761 - | 2008 CL196               | 13 febbraio 2008 | Mt. Lemmon Survey      |
| 358762 - | 2008 CH206               | 8 febbraio 2008  | Spacewatch             |
| 358763 - | 2008 CJ206               | 8 febbraio 2008  | Spacewatch             |
| 358764 - | 2008 CW211               | 7 febbraio 2008  | Spacewatch             |
| 358765 - | 2008 CW215               | 14 febbraio 2008 | Mt. Lemmon Survey      |
| 358766 - | 2008 DF4                 | 27 febbraio 2008 | Sarneczky, K.          |
| 358767 - | 2008 DB7                 | 24 febbraio 2008 | Spacewatch             |
| 358768 - | 2008 DH9                 | 25 febbraio 2008 | Spacewatch             |
| 358769 - | 2008 DR13                | 26 febbraio 2008 | Mt. Lemmon Survey      |
| 358770 - | 2008 DD18                | 26 febbraio 2008 | Mt. Lemmon Survey      |
| 358771 - | 2008 DG18                | 18 ottobre 2007  | Mt. Lemmon Survey      |
| 358772 - | 2008 DJ28                | 25 febbraio 2008 | Mt. Lemmon Survey      |
| 358773 - | 2008 DG34                | 27 febbraio 2008 | Spacewatch             |
| 358774 - | 2008 DK38                | 27 febbraio 2008 | Spacewatch             |
| 358775 - | 2008 DJ43                | 28 febbraio 2008 | Spacewatch             |
| 358776 - | 2008 DW43                | 28 febbraio 2008 | Mt. Lemmon Survey      |
| 358777 - | 2008 DG56                | 8 febbraio 2008  | Spacewatch             |
| 358778 - | 2008 DF58                | 29 febbraio 2008 | CSS                    |
| 358779 - | 2008 DA63                | 28 febbraio 2008 | Mt. Lemmon Survey      |
| 358780 - | 2008 DF63                | 28 febbraio 2008 | Mt. Lemmon Survey      |
| 358781 - | 2008 DB82                | 28 febbraio 2008 | Spacewatch             |
| 358782 - | 2008 DA83                | 28 febbraio 2008 | Mt. Lemmon Survey      |
| 358783 - | 2008 DD83                | 28 febbraio 2008 | Spacewatch             |
| 358784 - | 2008 DX83                | 28 febbraio 2008 | Spacewatch             |
| 358785 - | 2008 DZ84                | 28 febbraio 2008 | Spacewatch             |
| 358786 - | 2008 DW88                | 27 febbraio 2008 | Spacewatch             |
| 358787 - | 2008 EL5                 | 30 agosto 2005   | Spacewatch             |
| 358788 - | 2008 EJ10                | 1º marzo 2008    | Spacewatch             |
| 358789 - | 2008 EQ10                | 1º marzo 2008    | Spacewatch             |
| 358790 - | 2008 EG16                | 1º marzo 2008    | Spacewatch             |
| 358791 - | 2008 EV16                | 1º marzo 2008    | Spacewatch             |
| 358792 - | 2008 EH20                | 2 marzo 2008     | Spacewatch             |
| 358793 - | 2008 EE25                | 3 marzo 2008     | PMO NEO Survey Program |
| 358794 - | 2008 EK25                | 12 febbraio 2008 | Mt. Lemmon Survey      |
| 358795 - | 2008 EL44                | 5 marzo 2008     | Spacewatch             |
| 358796 - | 2008 EK45                | 5 marzo 2008     | Spacewatch             |
| 358797 - | 2008 EK51                | 6 marzo 2008     | Spacewatch             |
| 358798 - | 2008 EW51                | 6 marzo 2008     | Mt. Lemmon Survey      |
| 358799 - | 2008 EZ54                | 6 marzo 2008     | Spacewatch             |
| 358800 - | 2008 EX56                | 7 marzo 2008     | CSS                    |

## 358801-358900
| Nome              | Designazione provvisoria | Data di scoperta  | Scopritore                |
| ----------------- | ------------------------ | ----------------- | ------------------------- |
| 358801 -          | 2008 EV58                | 28 agosto 2005    | Spacewatch                |
| 358802 -          | 2008 EA62                | 9 marzo 2008      | Mt. Lemmon Survey         |
| 358803 -          | 2008 EO72                | 11 gennaio 2008   | Mt. Lemmon Survey         |
| 358804 -          | 2008 EB77                | 7 marzo 2008      | Spacewatch                |
| 358805 -          | 2008 EA79                | 8 marzo 2008      | Mt. Lemmon Survey         |
| 358806 -          | 2008 EL79                | 8 marzo 2008      | CSS                       |
| 358807 -          | 2008 ED80                | 7 febbraio 2008   | Mt. Lemmon Survey         |
| 358808 -          | 2008 EZ80                | 10 marzo 2008     | Spacewatch                |
| 358809 -          | 2008 EF83                | 8 marzo 2008      | LINEAR                    |
| 358810 -          | 2008 EU90                | 28 aprile 2003    | LONEOS                    |
| 358811 -          | 2008 EZ110               | 8 marzo 2008      | Spacewatch                |
| 358812 -          | 2008 EP112               | 8 marzo 2008      | Spacewatch                |
| 358813 -          | 2008 EJ116               | 8 marzo 2008      | Spacewatch                |
| 358814 -          | 2008 EO118               | 9 marzo 2008      | Mt. Lemmon Survey         |
| 358815 -          | 2008 ER121               | 11 settembre 2005 | Spacewatch                |
| 358816 -          | 2008 EU122               | 28 febbraio 2008  | Spacewatch                |
| 358817 -          | 2008 ES123               | 10 marzo 2008     | Spacewatch                |
| 358818 -          | 2008 ES124               | 10 marzo 2008     | Mt. Lemmon Survey         |
| 358819 -          | 2008 EV125               | 10 marzo 2008     | Spacewatch                |
| 358820 -          | 2008 EZ142               | 13 marzo 2008     | CSS                       |
| 358821 -          | 2008 EC143               | 6 marzo 2008      | Mt. Lemmon Survey         |
| 358822 -          | 2008 EV148               | 2 marzo 2008      | Spacewatch                |
| 358823 -          | 2008 EZ150               | 5 marzo 2008      | Spacewatch                |
| 358824 -          | 2008 EQ152               | 10 marzo 2008     | Mt. Lemmon Survey         |
| 358825 -          | 2008 EM153               | 12 marzo 2008     | Spacewatch                |
| 358826 -          | 2008 EV153               | 13 marzo 2008     | Spacewatch                |
| 358827 -          | 2008 EH156               | 1º marzo 2008     | Spacewatch                |
| 358828 -          | 2008 EY158               | 12 marzo 2008     | Spacewatch                |
| 358829 -          | 2008 EW164               | 1º marzo 2008     | Spacewatch                |
| 358830 -          | 2008 EZ164               | 1º marzo 2008     | Spacewatch                |
| 358831 -          | 2008 EE165               | 2 marzo 2008      | Spacewatch                |
| 358832 -          | 2008 EN165               | 2 marzo 2008      | Spacewatch                |
| 358833 -          | 2008 ED168               | 10 marzo 2008     | Spacewatch                |
| 358834 -          | 2008 FC3                 | 25 marzo 2008     | Spacewatch                |
| 358835 -          | 2008 FL10                | 26 marzo 2008     | Spacewatch                |
| 358836 -          | 2008 FW18                | 27 marzo 2008     | Mt. Lemmon Survey         |
| 358837 -          | 2008 FA26                | 27 marzo 2008     | Spacewatch                |
| 358838 -          | 2008 FC27                | 27 marzo 2008     | Spacewatch                |
| 358839 -          | 2008 FP28                | 28 marzo 2008     | Spacewatch                |
| 358840 -          | 2008 FF31                | 28 marzo 2008     | Mt. Lemmon Survey         |
| 358841 -          | 2008 FD53                | 28 marzo 2008     | Mt. Lemmon Survey         |
| 358842 -          | 2008 FD54                | 28 marzo 2008     | Mt. Lemmon Survey         |
| 358843 -          | 2008 FN56                | 28 marzo 2008     | Spacewatch                |
| 358844 -          | 2008 FY57                | 28 marzo 2008     | Mt. Lemmon Survey         |
| 358845 -          | 2008 FV61                | 28 marzo 2008     | Mt. Lemmon Survey         |
| 358846 -          | 2008 FL62                | 27 marzo 2008     | Spacewatch                |
| 358847 -          | 2008 FS62                | 27 marzo 2008     | Spacewatch                |
| 358848 -          | 2008 FW63                | 27 marzo 2008     | LUSS                      |
| 358849 -          | 2008 FG64                | 28 marzo 2008     | Spacewatch                |
| 358850 -          | 2008 FM65                | 28 marzo 2008     | Spacewatch                |
| 358851 -          | 2008 FR73                | 30 marzo 2008     | Spacewatch                |
| 358852 -          | 2008 FX75                | 30 marzo 2008     | LINEAR                    |
| 358853 -          | 2008 FC77                | 27 marzo 2008     | Mt. Lemmon Survey         |
| 358854 -          | 2008 FZ77                | 27 marzo 2008     | Mt. Lemmon Survey         |
| 358855 -          | 2008 FS81                | 27 marzo 2008     | Mt. Lemmon Survey         |
| 358856 -          | 2008 FR85                | 28 marzo 2008     | Mt. Lemmon Survey         |
| 358857 -          | 2008 FT87                | 28 marzo 2008     | Mt. Lemmon Survey         |
| 358858 -          | 2008 FZ88                | 28 marzo 2008     | Mt. Lemmon Survey         |
| 358859 -          | 2008 FN100               | 30 marzo 2008     | Spacewatch                |
| 358860 -          | 2008 FY101               | 30 marzo 2008     | Spacewatch                |
| 358861 -          | 2008 FC102               | 30 marzo 2008     | Spacewatch                |
| 358862 -          | 2008 FN103               | 30 marzo 2008     | Spacewatch                |
| 358863 -          | 2008 FY103               | 30 marzo 2008     | Spacewatch                |
| 358864 -          | 2008 FS105               | 31 marzo 2008     | Spacewatch                |
| 358865 -          | 2008 FF107               | 31 marzo 2008     | Spacewatch                |
| 358866 -          | 2008 FG107               | 31 marzo 2008     | Spacewatch                |
| 358867 -          | 2008 FY109               | 31 marzo 2008     | Mt. Lemmon Survey         |
| 358868 -          | 2008 FE111               | 13 febbraio 2008  | Mt. Lemmon Survey         |
| 358869 -          | 2008 FQ116               | 31 marzo 2008     | Spacewatch                |
| 358870 -          | 2008 FE119               | 31 marzo 2008     | Mt. Lemmon Survey         |
| 358871 -          | 2008 FG123               | 28 marzo 2008     | Mt. Lemmon Survey         |
| 358872 -          | 2008 FJ123               | 28 marzo 2008     | Spacewatch                |
| 358873 -          | 2008 FR123               | 29 marzo 2008     | Spacewatch                |
| 358874 -          | 2008 FM125               | 31 marzo 2008     | Spacewatch                |
| 358875 -          | 2008 FR126               | 29 marzo 2008     | Spacewatch                |
| 358876 -          | 2008 FU126               | 30 marzo 2008     | Spacewatch                |
| 358877 -          | 2008 FB127               | 28 marzo 2008     | Spacewatch                |
| 358878 -          | 2008 FW127               | 6 ottobre 2000    | Spacewatch                |
| 358879 -          | 2008 FW133               | 28 marzo 2008     | Mt. Lemmon Survey         |
| 358880 -          | 2008 FK137               | 30 marzo 2008     | Spacewatch                |
| 358881 -          | 2008 GK4                 | 8 aprile 2008     | Lowe, A.                  |
| 358882 -          | 2008 GL11                | 1º aprile 2008    | Spacewatch                |
| 358883 -          | 2008 GO17                | 4 aprile 2008     | Spacewatch                |
| 358884 -          | 2008 GJ19                | 4 aprile 2008     | Mt. Lemmon Survey         |
| 358885 -          | 2008 GK21                | 30 ottobre 2005   | Spacewatch                |
| 358886 -          | 2008 GX25                | 1º aprile 2008    | Mt. Lemmon Survey         |
| 358887 -          | 2008 GB28                | 3 aprile 2008     | Spacewatch                |
| 358888 -          | 2008 GE33                | 3 aprile 2008     | Mt. Lemmon Survey         |
| 358889 -          | 2008 GL36                | 3 aprile 2008     | Spacewatch                |
| 358890 -          | 2008 GL37                | 3 aprile 2008     | Spacewatch                |
| 358891 -          | 2008 GT38                | 3 aprile 2008     | Mt. Lemmon Survey         |
| 358892 -          | 2008 GA41                | 4 aprile 2008     | Spacewatch                |
| 358893 -          | 2008 GL41                | 4 aprile 2008     | Spacewatch                |
| 358894 Demetrescu | 2008 GD44                | 12 marzo 2008     | Vaduvescu, O., Birlan, M. |
| 358895 -          | 2008 GN46                | 4 aprile 2008     | Spacewatch                |
| 358896 -          | 2008 GD47                | 6 marzo 2008      | Mt. Lemmon Survey         |
| 358897 -          | 2008 GA50                | 5 aprile 2008     | Spacewatch                |
| 358898 -          | 2008 GC50                | 5 aprile 2008     | Spacewatch                |
| 358899 -          | 2008 GM52                | 10 marzo 2008     | Spacewatch                |
| 358900 -          | 2008 GY56                | 5 aprile 2008     | Mt. Lemmon Survey         |

## 358901-359000
| Nome     | Designazione provvisoria | Data di scoperta  | Scopritore             |
| -------- | ------------------------ | ----------------- | ---------------------- |
| 358901 - | 2008 GZ62                | 12 marzo 2008     | Spacewatch             |
| 358902 - | 2008 GR80                | 10 marzo 2008     | Mt. Lemmon Survey      |
| 358903 - | 2008 GG88                | 4 marzo 2008      | Mt. Lemmon Survey      |
| 358904 - | 2008 GJ89                | 6 aprile 2008     | Spacewatch             |
| 358905 - | 2008 GW93                | 13 dicembre 2006  | Mt. Lemmon Survey      |
| 358906 - | 2008 GQ94                | 7 aprile 2008     | Mt. Lemmon Survey      |
| 358907 - | 2008 GH96                | 8 aprile 2008     | Spacewatch             |
| 358908 - | 2008 GG100               | 9 aprile 2008     | Spacewatch             |
| 358909 - | 2008 GT100               | 9 aprile 2008     | Spacewatch             |
| 358910 - | 2008 GD103               | 10 aprile 2008    | Spacewatch             |
| 358911 - | 2008 GZ114               | 11 aprile 2008    | Spacewatch             |
| 358912 - | 2008 GR122               | 13 aprile 2008    | Spacewatch             |
| 358913 - | 2008 GB128               | 13 aprile 2008    | Gajdos, S., Vilagi, J. |
| 358914 - | 2008 GT128               | 15 aprile 2008    | CSS                    |
| 358915 - | 2008 GT129               | 4 aprile 2008     | Mt. Lemmon Survey      |
| 358916 - | 2008 GX130               | 7 aprile 2008     | Spacewatch             |
| 358917 - | 2008 GH131               | 9 aprile 2008     | Spacewatch             |
| 358918 - | 2008 GQ139               | 6 aprile 2008     | Spacewatch             |
| 358919 - | 2008 HK1                 | 6 aprile 2008     | Mt. Lemmon Survey      |
| 358920 - | 2008 HD8                 | 3 aprile 2008     | Mt. Lemmon Survey      |
| 358921 - | 2008 HU9                 | 24 aprile 2008    | Mt. Lemmon Survey      |
| 358922 - | 2008 HT10                | 24 aprile 2008    | Spacewatch             |
| 358923 - | 2008 HA12                | 21 febbraio 2002  | Spacewatch             |
| 358924 - | 2008 HR15                | 25 aprile 2008    | Spacewatch             |
| 358925 - | 2008 HJ16                | 25 aprile 2008    | Spacewatch             |
| 358926 - | 2008 HV17                | 26 aprile 2008    | Spacewatch             |
| 358927 - | 2008 HR25                | 14 aprile 2008    | Mt. Lemmon Survey      |
| 358928 - | 2008 HV33                | 26 aprile 2008    | Spacewatch             |
| 358929 - | 2008 HX34                | 27 aprile 2008    | Spacewatch             |
| 358930 - | 2008 HW36                | 30 aprile 2008    | Spacewatch             |
| 358931 - | 2008 HM43                | 27 aprile 2008    | Mt. Lemmon Survey      |
| 358932 - | 2008 HL46                | 28 aprile 2008    | Spacewatch             |
| 358933 - | 2008 HD50                | 29 aprile 2008    | Spacewatch             |
| 358934 - | 2008 HJ53                | 29 aprile 2008    | Spacewatch             |
| 358935 - | 2008 HO53                | 29 aprile 2008    | Spacewatch             |
| 358936 - | 2008 HB56                | 29 aprile 2008    | Spacewatch             |
| 358937 - | 2008 HT60                | 29 aprile 2008    | Mt. Lemmon Survey      |
| 358938 - | 2008 HL61                | 30 aprile 2008    | Mt. Lemmon Survey      |
| 358939 - | 2008 HS62                | 26 aprile 2008    | CSS                    |
| 358940 - | 2008 JS3                 | 1º maggio 2008    | Spacewatch             |
| 358941 - | 2008 JH6                 | 2 maggio 2008     | Spacewatch             |
| 358942 - | 2008 JM6                 | 2 maggio 2008     | Spacewatch             |
| 358943 - | 2008 JS9                 | 3 maggio 2008     | Spacewatch             |
| 358944 - | 2008 JR22                | 7 maggio 2008     | Spacewatch             |
| 358945 - | 2008 JN25                | 6 maggio 2008     | Spacewatch             |
| 358946 - | 2008 JY26                | 7 maggio 2008     | Spacewatch             |
| 358947 - | 2008 JS27                | 8 maggio 2008     | Spacewatch             |
| 358948 - | 2008 JA29                | 11 maggio 2008    | Mt. Lemmon Survey      |
| 358949 - | 2008 JD29                | 11 maggio 2008    | CSS                    |
| 358950 - | 2008 JD31                | 5 maggio 2008     | CSS                    |
| 358951 - | 2008 KJ3                 | 27 maggio 2008    | Spacewatch             |
| 358952 - | 2008 KR7                 | 27 maggio 2008    | Mt. Lemmon Survey      |
| 358953 - | 2008 KE8                 | 27 maggio 2008    | Spacewatch             |
| 358954 - | 2008 KE9                 | 3 maggio 2008     | Spacewatch             |
| 358955 - | 2008 KS26                | 29 maggio 2008    | Spacewatch             |
| 358956 - | 2008 KJ28                | 28 marzo 2008     | Spacewatch             |
| 358957 - | 2008 KL36                | 29 maggio 2008    | Mt. Lemmon Survey      |
| 358958 - | 2008 KP36                | 29 maggio 2008    | Spacewatch             |
| 358959 - | 2008 KF42                | 31 maggio 2008    | Spacewatch             |
| 358960 - | 2008 LS1                 | 2 giugno 2008     | Mt. Lemmon Survey      |
| 358961 - | 2008 LQ14                | 8 giugno 2008     | Spacewatch             |
| 358962 - | 2008 LA16                | 20 febbraio 2002  | Spacewatch             |
| 358963 - | 2008 NA1                 | 2 luglio 2008     | OAM                    |
| 358964 - | 2008 QD14                | 21 agosto 2008    | Spacewatch             |
| 358965 - | 2008 RU9                 | 3 settembre 2008  | Spacewatch             |
| 358966 - | 2008 RY16                | 4 settembre 2008  | Spacewatch             |
| 358967 - | 2008 RE26                | 8 settembre 2008  | Kugel, F.              |
| 358968 - | 2008 RM94                | 6 settembre 2008  | Spacewatch             |
| 358969 - | 2008 RA98                | 7 settembre 2008  | Mt. Lemmon Survey      |
| 358970 - | 2008 RD101               | 6 settembre 2008  | Mt. Lemmon Survey      |
| 358971 - | 2008 RQ112               | 5 settembre 2008  | Spacewatch             |
| 358972 - | 2008 RY126               | 5 settembre 2008  | Spacewatch             |
| 358973 - | 2008 RS146               | 6 settembre 2008  | Mt. Lemmon Survey      |
| 358974 - | 2008 SN7                 | 23 settembre 2008 | Tucker, R. A.          |
| 358975 - | 2008 SY16                | 19 settembre 2008 | Spacewatch             |
| 358976 - | 2008 SZ38                | 20 settembre 2008 | Spacewatch             |
| 358977 - | 2008 SA77                | 23 settembre 2008 | Mt. Lemmon Survey      |
| 358978 - | 2008 SO83                | 27 settembre 2008 | Ries, W.               |
| 358979 - | 2008 SK88                | 20 settembre 2008 | Mt. Lemmon Survey      |
| 358980 - | 2008 SX109               | 22 settembre 2008 | Spacewatch             |
| 358981 - | 2008 SK113               | 8 settembre 2008  | Spacewatch             |
| 358982 - | 2008 SO118               | 22 settembre 2008 | Mt. Lemmon Survey      |
| 358983 - | 2008 SZ124               | 22 settembre 2008 | Mt. Lemmon Survey      |
| 358984 - | 2008 SK127               | 22 settembre 2008 | Spacewatch             |
| 358985 - | 2008 SB140               | 24 settembre 2008 | Spacewatch             |
| 358986 - | 2008 SM155               | 23 settembre 2008 | LINEAR                 |
| 358987 - | 2008 SW165               | 3 settembre 2008  | Spacewatch             |
| 358988 - | 2008 SC216               | 29 settembre 2008 | Mt. Lemmon Survey      |
| 358989 - | 2008 SG229               | 28 settembre 2008 | Mt. Lemmon Survey      |
| 358990 - | 2008 SF255               | 23 settembre 2008 | Mt. Lemmon Survey      |
| 358991 - | 2008 SS255               | 25 settembre 2008 | Spacewatch             |
| 358992 - | 2008 SG275               | 23 settembre 2008 | Spacewatch             |
| 358993 - | 2008 SQ275               | 23 settembre 2008 | Spacewatch             |
| 358994 - | 2008 SN279               | 22 settembre 2008 | Mt. Lemmon Survey      |
| 358995 - | 2008 SW287               | 23 settembre 2008 | Spacewatch             |
| 358996 - | 2008 SN289               | 26 settembre 2008 | Spacewatch             |
| 358997 - | 2008 TQ3                 | 3 ottobre 2008    | LINEAR                 |
| 358998 - | 2008 TH89                | 3 ottobre 2008    | Spacewatch             |
| 358999 - | 2008 TC94                | 5 ottobre 2008    | OAM                    |
| 359000 - | 2008 TP108               | 6 ottobre 2008    | Mt. Lemmon Survey      |